# Маржак, Отакар
Отакар Маржак (чеш. Otakar Mařák; 5 января 1872, Эстергом, Австро-Венгрия — 2 июля 1939, Прага) — чешский оперный певец (тенор). Брат скрипача Яна Маржака, племянник художника Юлиуса Маржака.

## Биография
В молодости учился одновременно пению и живописи (у Вацлава Брожика). Дебютировал в 1899 г. в Национальном театре Брно в заглавной партии оперы Гуно «Фауст», в том же году начал выступать и в Национальном театре в Праге. В 1901—1903 пел в Венской придворной опере под руководством Густава Малера, с 1903 г. снова в Праге (был, в частности, первым чешским исполнителем партии Каварадосси в «Тоске» Пуччини). С 1908 широко гастролировал по миру, после Первой мировой войны вновь обосновался в Праге, привезя с собой жену и партнёршу Мэри Кавейн (Марию Каванову-Маржакову). Исполнял партии Далибора, Еника, Ладислава в операх Бедржиха Сметаны («Далибор», «Проданная невеста» и «Две вдовы», соответственно), а также Ленского («Евгений Онегин» Чайковского), Хозе («Кармен» Бизе), Канио («Паяцы» Леонкавалло), Альфреда («Травиата» Верди) и др. В последний раз выступал на сцене в 1934 г. Затем на протяжении трёх лет преподавал в Чикаго.